# Acerbas (bướm nhảy)
Acerbas là một chi bướm ngày thuộc họ Bướm nâu.